# Xã Vermilion Lake, Quận St. Louis, Minnesota
Xã Vermilion Lake (tiếng Anh: Vermilion Lake Township) là một xã thuộc quận St. Louis, tiểu bang Minnesota, Hoa Kỳ. Năm 2010, dân số của xã này là 278 người.